# Poschiavino
A Poschiavino az Adda jobb oldali mellékfolyója Svájc és kis részben Olaszország területén. A Livignói-hágó környékén ered több kisebb forrásból. Keresztülfolyik a Poschiavói-tavon és érinti Poschiavo, Brusio, Campascio, Campocologno és Tirano településeket. Vizét a Repower cég több vízerőműben hasznosítja, például a tározós Campocolognói Erőműben.
Völgyében halad egy szakaszon a Bernina-vasút, mely többször is keresztezi a folyót.

## Fordítás
- Ez a szócikk részben vagy egészben a Poschiavino című német Wikipédia-szócikk ezen változatának fordításán alapul.  Az eredeti cikk szerkesztőit annak laptörténete sorolja fel. Ez a jelzés csupán a megfogalmazás eredetét és a szerzői jogokat jelzi, nem szolgál a cikkben szereplő információk forrásmegjelöléseként.